# Henry Hathaway
Pour les articles homonymes, voir Hathaway.
Henry Hathaway, nom de scène d'Henry Leopold de Fiennes, né le 13 mars 1898 à Sacramento (Californie) et mort le 11 février 1985 à Los Angeles (Californie), est un réalisateur et producteur américain.
Spécialisé dans le western (L'Attaque de la malle-poste, Le Jardin du diable, La Conquête de l'Ouest, Nevada Smith, Cent dollars pour un shérif) et le film d'aventures (Les Trois Lanciers du Bengale, Âmes à la mer, Le Renard du désert, Le Plus Grand Cirque du monde), il est aussi l'auteur de plusieurs drames et films noirs (Peter Ibbetson, Le Carrefour de la mort, Appelez nord 777, Niagara), et dirige les grandes stars de son époque : Gary Cooper, John Wayne, Richard Widmark, James Stewart, Marilyn Monroe, Tyrone Power, Steve McQueen, Robert Mitchum ou Rita Hayworth.

## Biographie
De son vrai nom, marquis Henri Léopold de Fiennes (aristocratie belge), Henry Hathaway débute dans un rôle d'enfant en 1908. Il exerce ensuite différents métiers dans les studios, ce qui fait de lui un excellent technicien. Il aborde la mise en scène en 1932, avec une préférence pour le film d'action et le western.
Pour Hathaway, l'arrivée de la couleur « change profondément l'écriture cinématographique », ce qui est démontré par exemple par son film Niagara en 1953.

## Réception critique
Tyrannique sur les plateaux avec les comédiens et les équipes,, sa dépendance vis-à-vis des grands studios (il a déclaré qu'il acceptait tout ce qu'on lui proposait) lui vaut un certain mépris de la critique, notamment en France à la fin des années 1950, qui ne voit en Hathaway qu'un « yesman, obéissant aveuglément aux ordres> ». Toutefois, certains critiques et cinéphiles, tels Patrick Brion ou Bertrand Tavernier, tentent de nuancer cette image en soulignant les nombreuses qualités esthétiques et techniques de ses films.
Comme ses confrères John Ford, Howard Hawks, Delmer Daves ou Anthony Mann, grands apôtres du western, Hathaway suit une certaine optique et défend une certaine vision de l'homme. Ces héros westerniens sont presque toujours des bandits au bon fond, davantage recyclés par l'âge que par la bonne volonté, et qui vont s'opposer au Mal absolu lequel, chez Hathaway, prend les formes les plus inattendues, en tout cas les moins conventionnelles[réf. souhaitée]. Un pasteur douteux dans Cinq cartes à abattre, rôle tenu par un Robert Mitchum hélas affadi par l'illustre précédent de La Nuit du chasseur, un jeune homme déséquilibré dans Quand siffle la dernière balle, etc. Les héros de Hathaway, fussent-ils du mauvais bord, sont sensibles à la famille, aux enfants, aux jeunes générations, ils ambitionnent plus ou moins ouvertement l'installation, la terre, le retrait définitif... En outre, Hathaway ne se défend pas de leur donner une légère touche comique[réf. souhaitée].

## Galerie

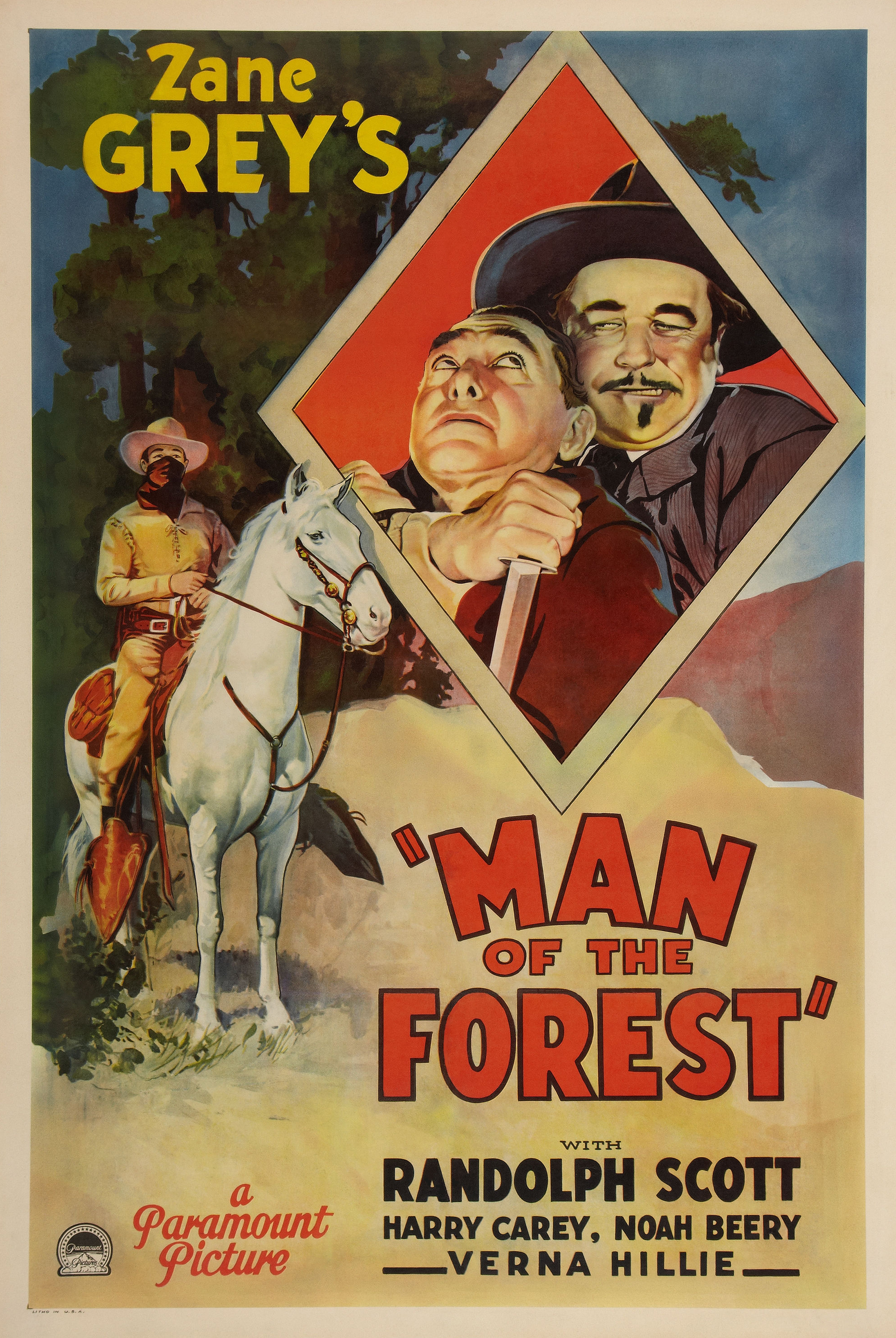
Man of the Forest (1933)
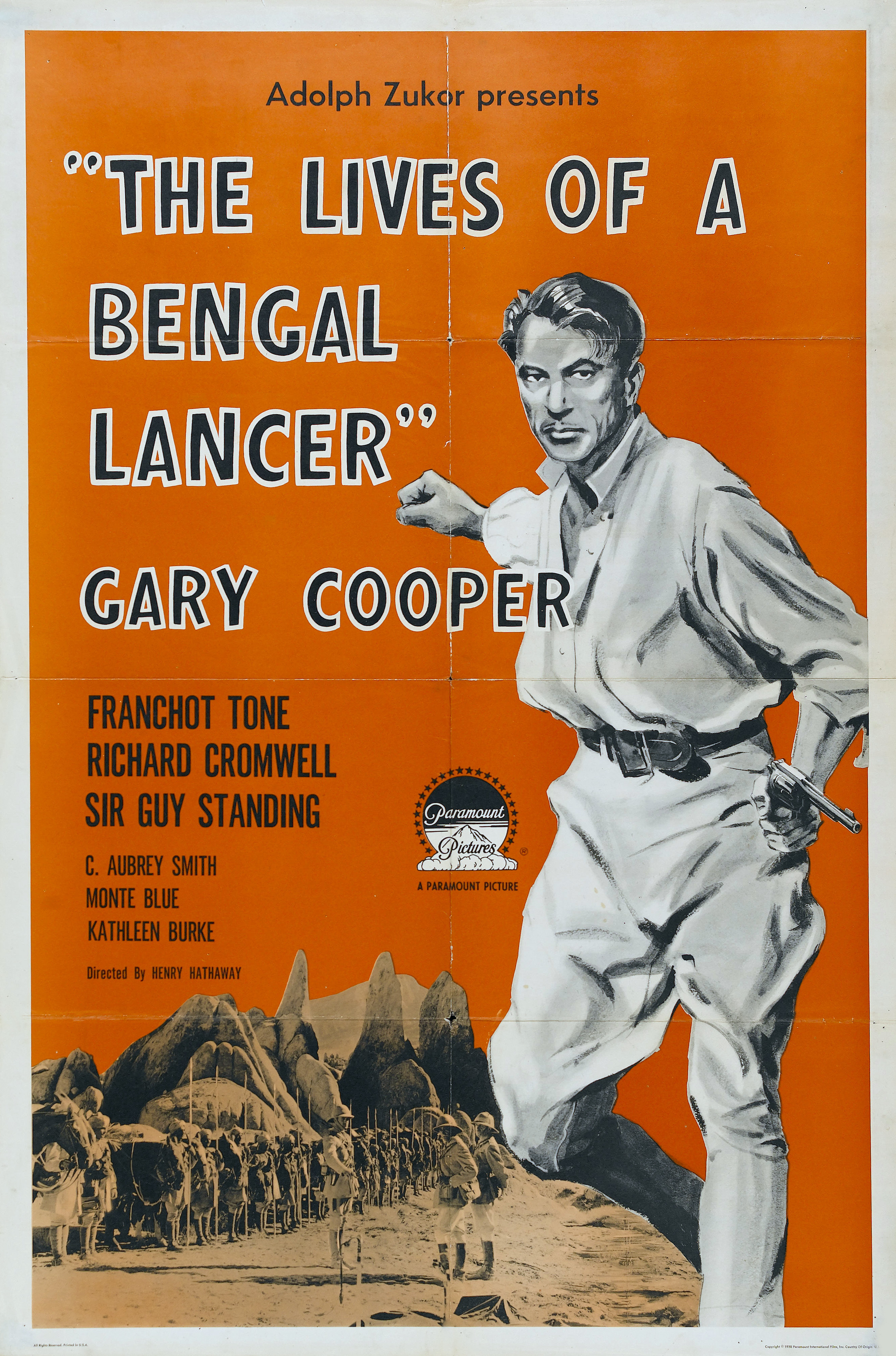
Les Trois Lanciers du Bengale (1935)
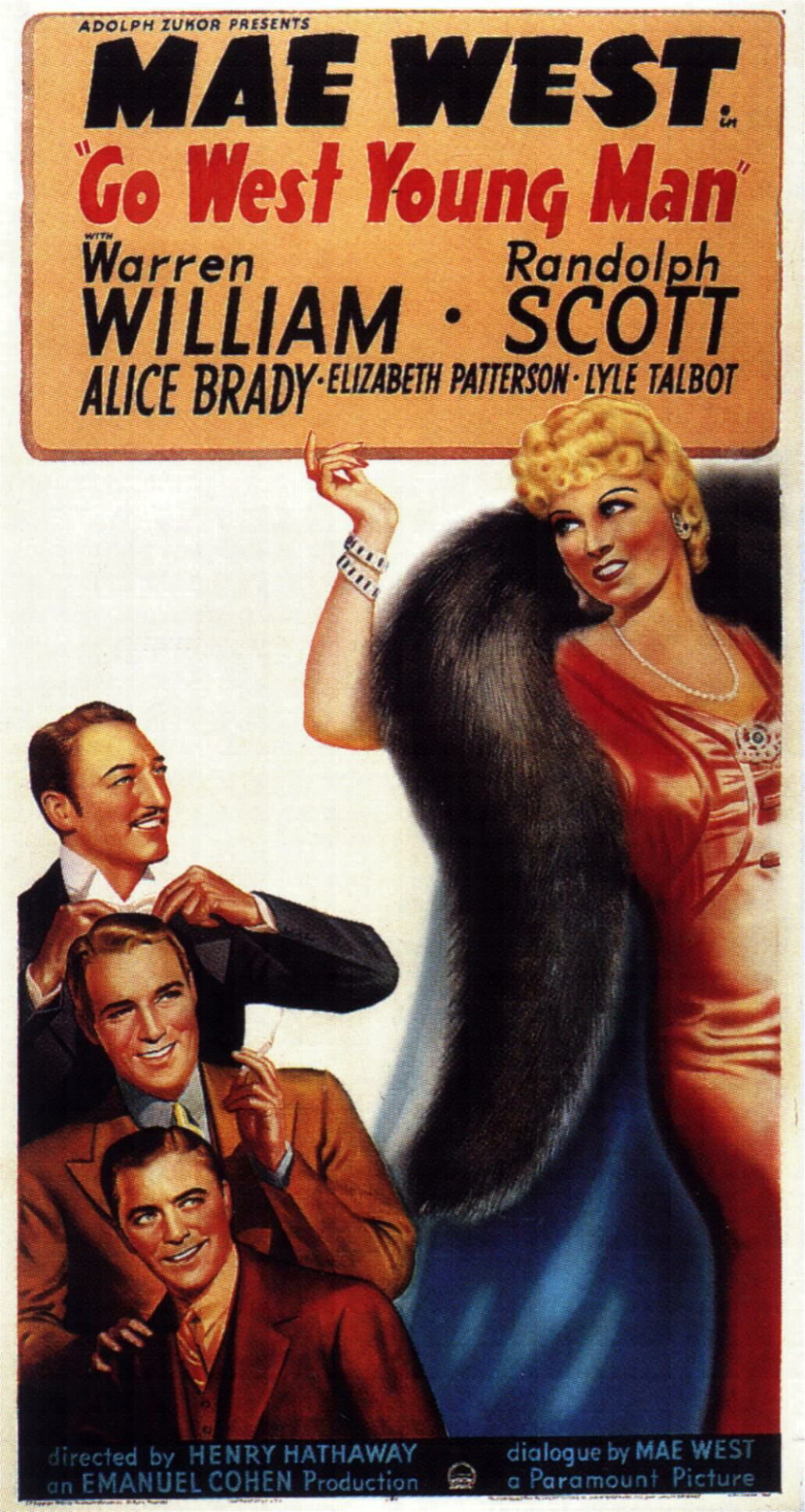
Go West, Young Man (1936)
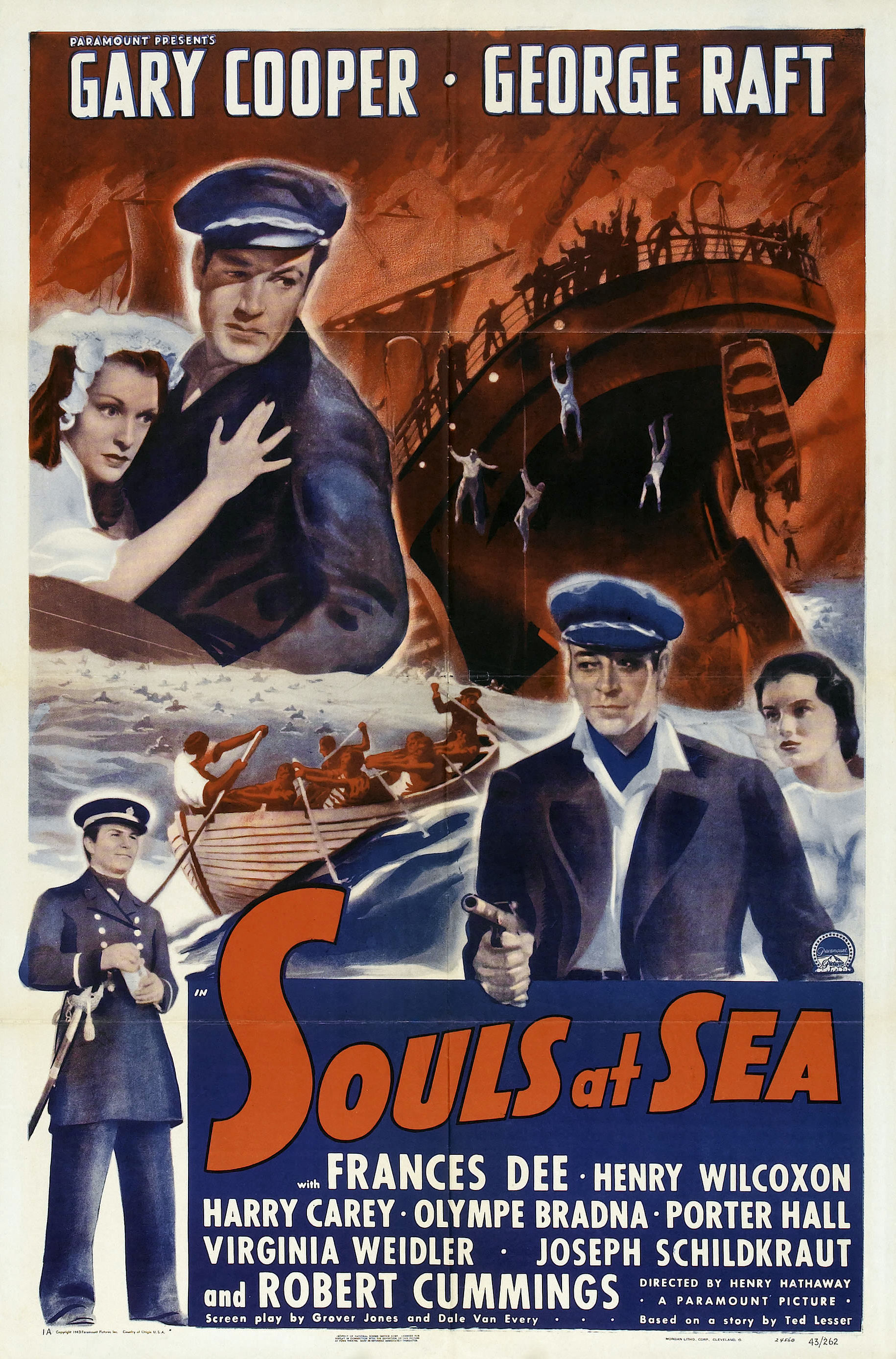
Âmes à la mer (1937)
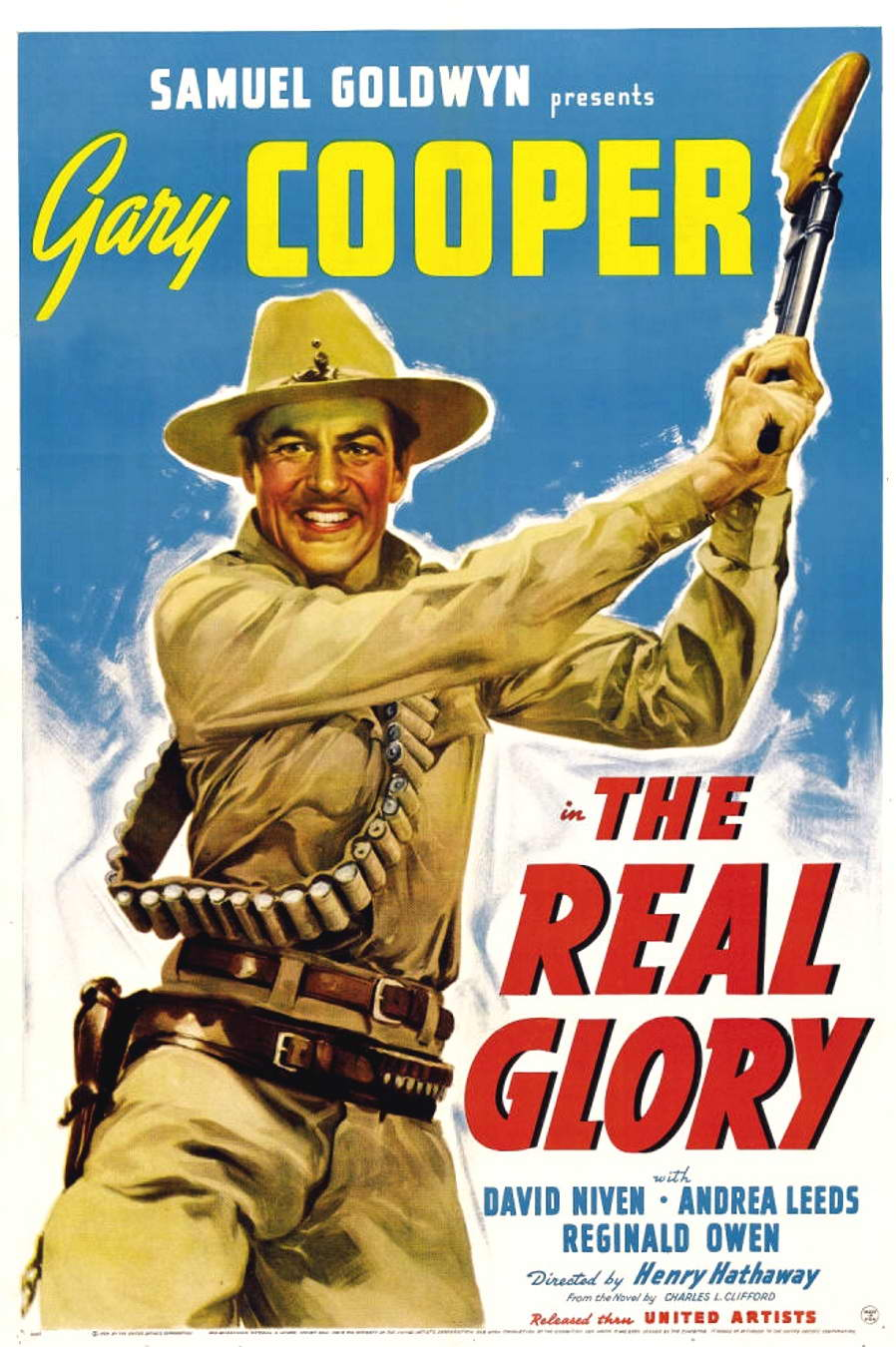
La Glorieuse Aventure (1939)
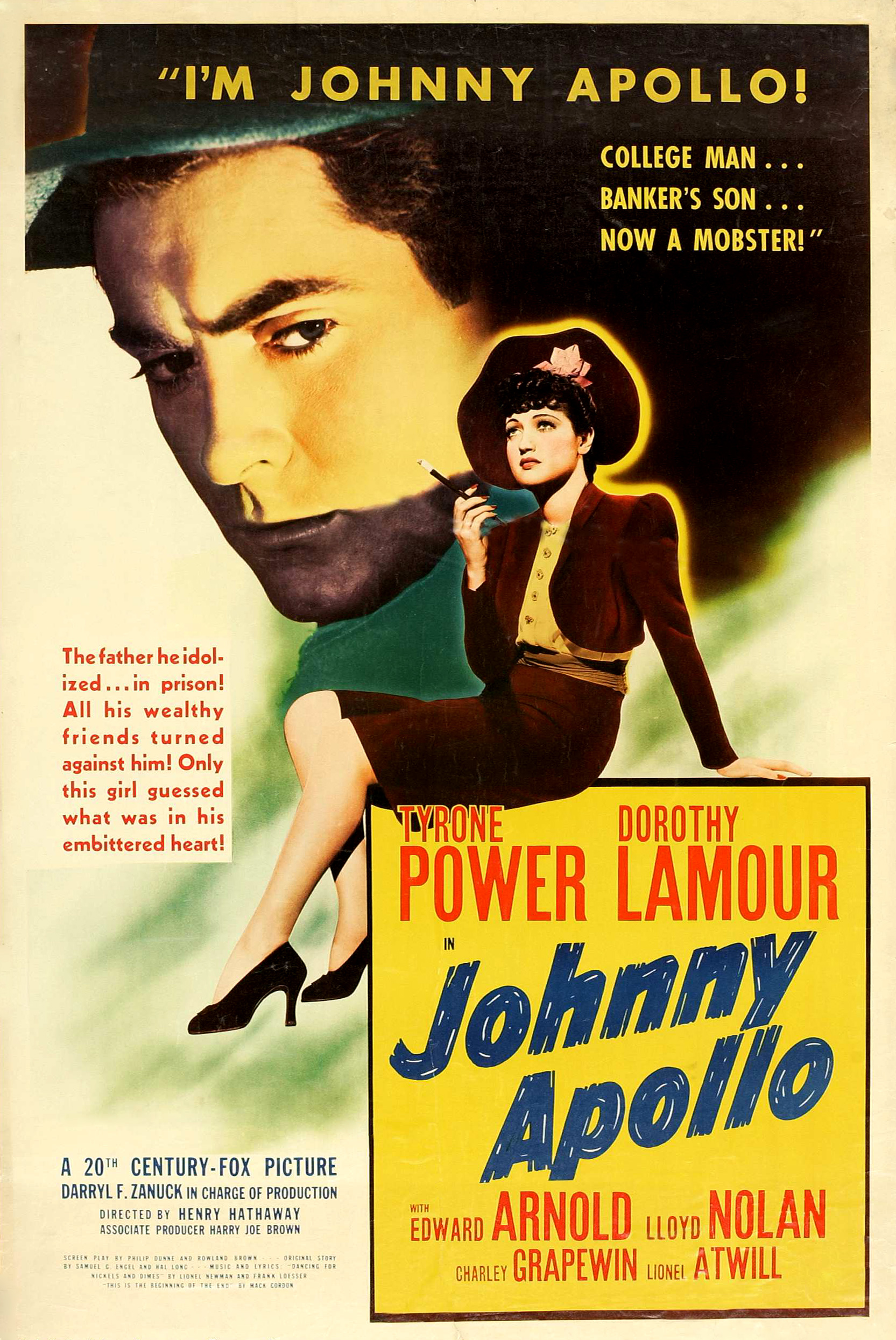
Johnny Apollo (1940)
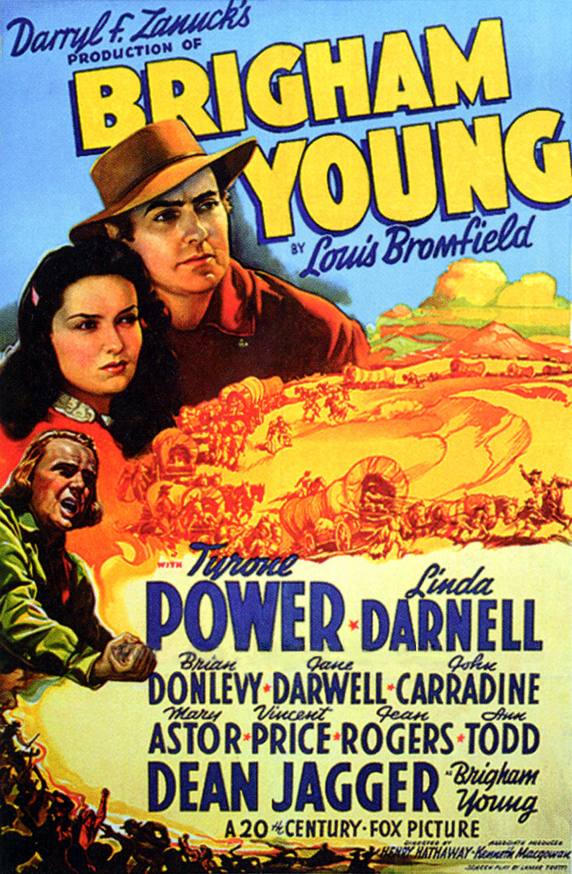
L'Odyssée des Mormons (1940)
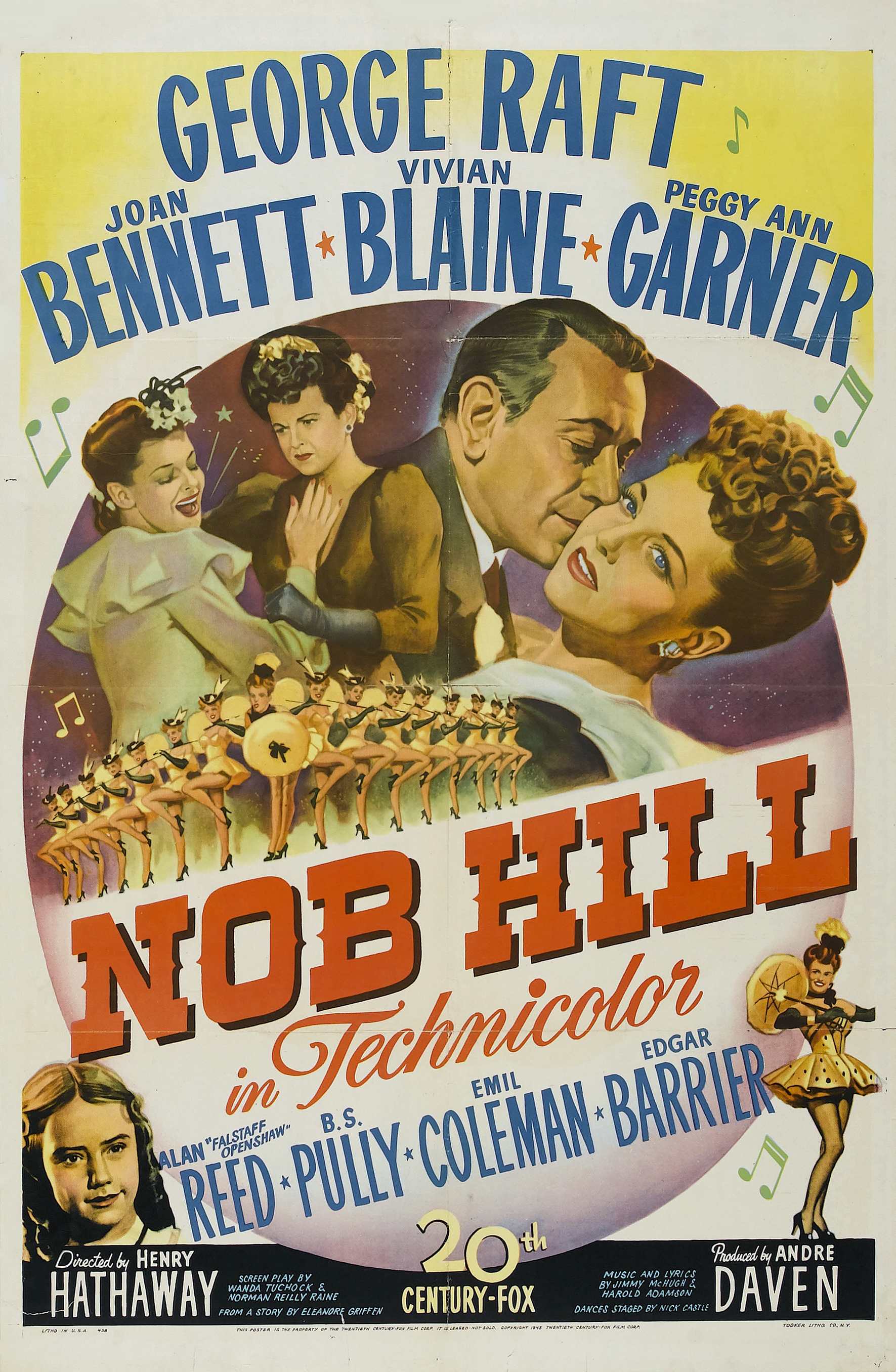
La Grande Dame et le Mauvais Garçon (1945)
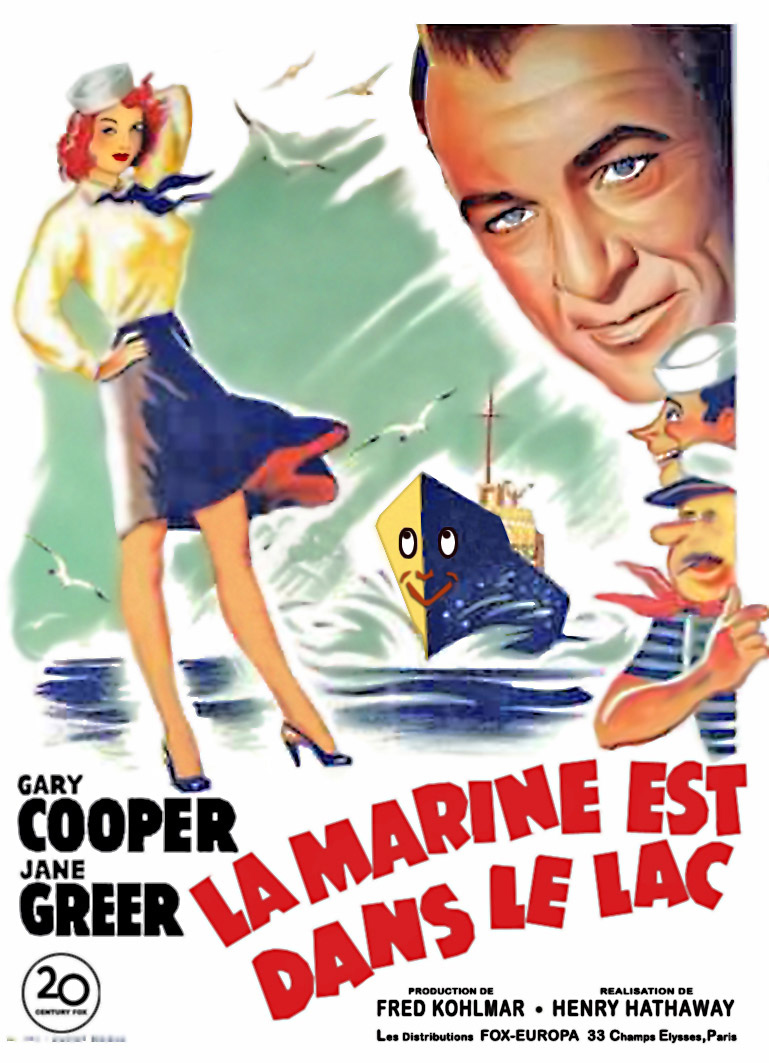
La marine est dans le lac (1951)
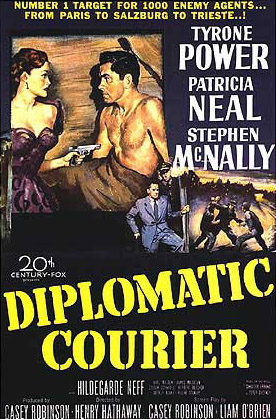
Courrier diplomatique (1952)
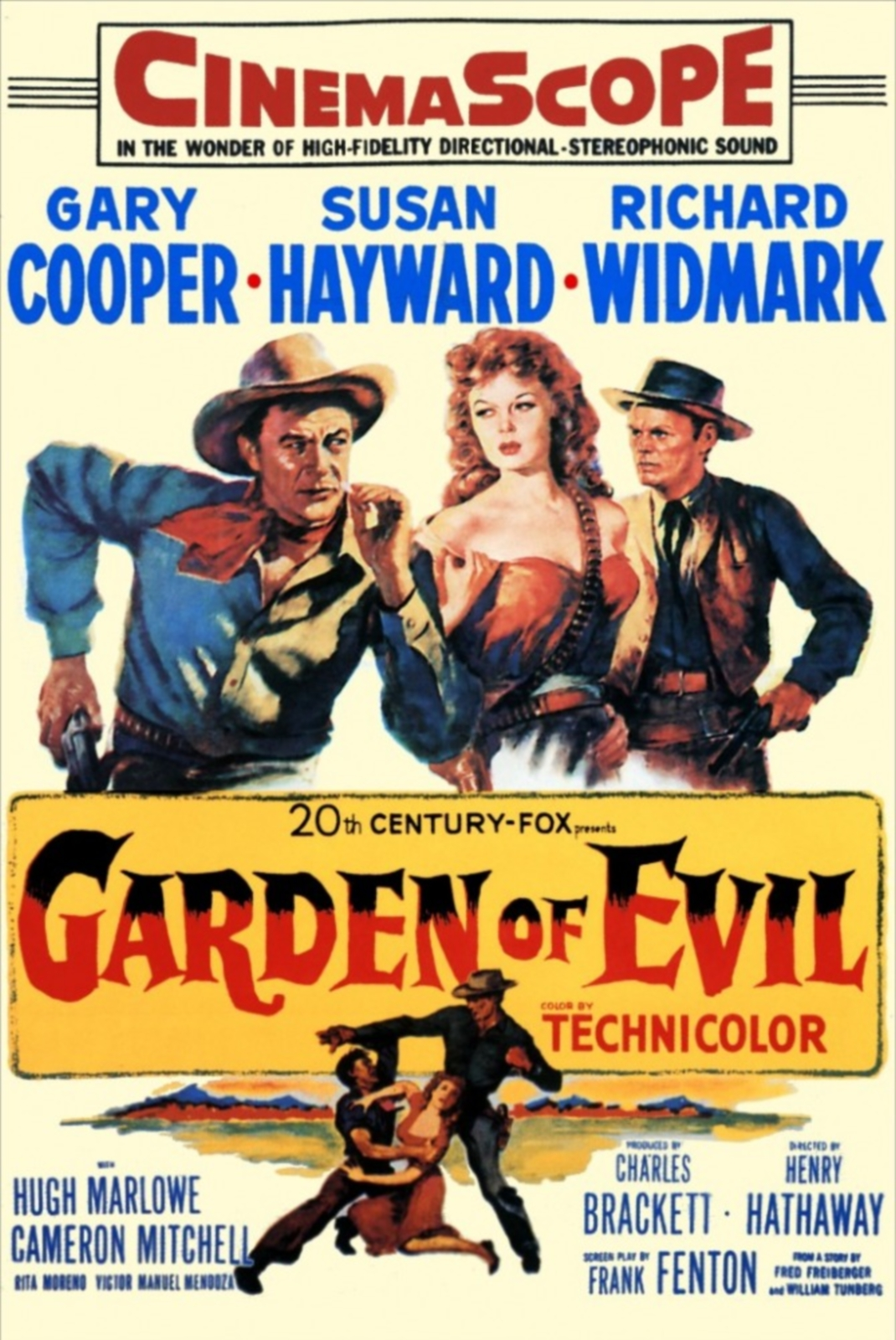
Le Jardin du diable (1954)
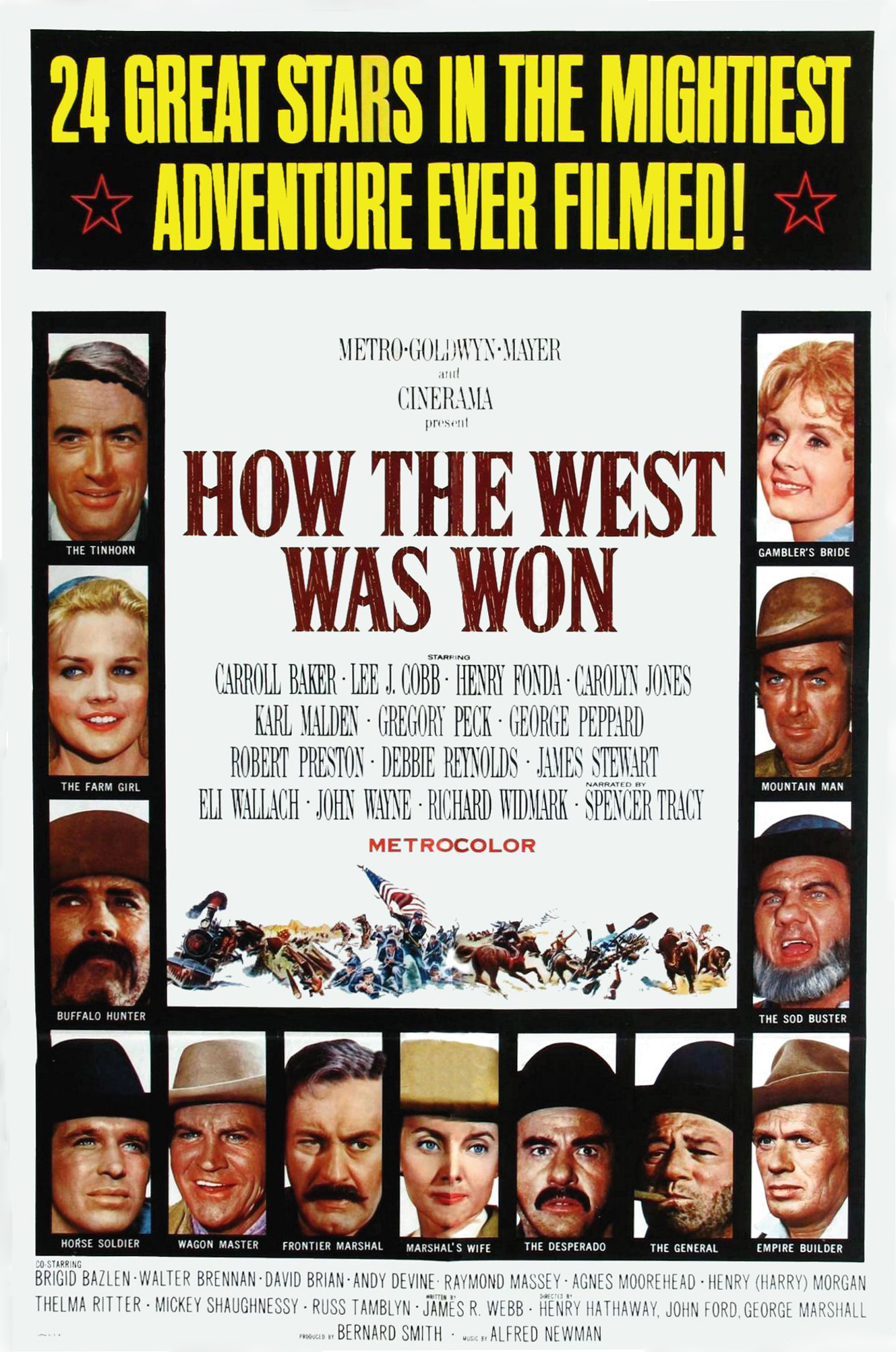
La Conquête de l'Ouest (1962)

## Filmographie

### En tant que réalisateur
- 1932 : Heritage of the Desert
- 1932 : Blanco, seigneur des prairies (Wild Horse Mesa)
- 1933 : La Ruée fantastique (Thundering Herd)
- 1933 : Under the Tonto Rim
- 1933 : Sunset Pass
- 1933 : Man of the Forest
- 1933 : Jusqu'au dernier homme (To the Last Man)
- 1934 : Les Gars de la marine (Come on Marines)
- 1934 : The Witching Hour
- 1934 : La Dernière Ronde (The Last Round-Up)
- 1934 : C'est pour toujours (Now and Forever)
- 1935 : Les Trois Lanciers du Bengale (The Lives of a Bengal Lancer)
- 1935 : Peter Ibbetson
- 1936 : La Fille du bois maudit (The Trail of the Lonesome Pine)
- 1936 : I Loved a Soldier (film inachevé)
- 1936 : Go West, Young Man
- 1937 : Âmes à la mer (Souls at Sea)
- 1938 : Les Gars du large (Spawn of the North)
- 1939 : La Glorieuse Aventure (The Real Glory)
- 1940 : Johnny Apollo
- 1940 : L'Odyssée des Mormons (Brigham Young)
- 1941 : Le Retour du proscrit (The Shepherd of the Hills)
- 1941 : Crépuscule (Sundown)
- 1942 ; Ceux de West Point, ou Les Dix héros de West Point (Ten Gentlemen from West Point)
- 1942 : La Pagode en flammes (China Girl)
- 1944 : Le Jockey de l'amour (Home in Indiana)
- 1944 : Le Porte-avions X (Wing and a Prayer)
- 1945 : La Grande Dame et le Mauvais Garçon (Nob Hill)
- 1945 : La Maison de la 92e Rue (The House on 92nd Street)
- 1946 : L'Impasse tragique (The Dark Corner)
- 1947 : 13, rue Madeleine
- 1947 : Le Carrefour de la mort (Kiss of Death)
- 1948 : Appelez nord 777 (Call Northside 777)
- 1949 : Les Marins de l'Orgueilleux (Down to the Sea in Ships)
- 1950 : La Rose noire (The Black Rose)
- 1951 : La marine est dans le lac (You're in the Navy Now)
- 1951 : 14 Heures (Fourteen Hours)
- 1951 : L'Attaque de la malle-poste (Rawhide)
- 1951 : Le Renard du désert (The Desert Fox: The Story of Rommel)
- 1952 : Courrier diplomatique (Diplomatic Courier)
- 1952 : La Sarabande des pantins (O. Henry's Full House)
- 1953 : Niagara
- 1953 : La Sorcière blanche (White Witch Doctor)
- 1954 : Prince Vaillant (Prince Valiant)
- 1954 : Le Jardin du diable (Garden of Evil)
- 1955 : Le Cercle infernal (The Racers)
- 1956 : Le Fond de la bouteille (The Bottom of the Bottle)
- 1956 : À vingt-trois pas du mystère (23 Paces to Baker Street)
- 1957 : La Cité disparue (Legend of the Lost)
- 1958 : La Fureur des hommes (From Hell to Texas)
- 1959 : La Ferme des hommes brûlés (Woman Obsessed)
- 1960 : Les Sept Voleurs (Seven Thieves)
- 1960 : Le Grand Sam (North to Alaska)
- 1962 : La Conquête de l'Ouest (How the West was won)
- 1964 : Le Plus Grand Cirque du monde (Circus World)
- 1965 : Les Quatre Fils de Katie Elder (The Sons of Katie Elder)
- 1966 : Nevada Smith
- 1967 : Le Dernier Safari (The Last Safari)
- 1968 : Cinq cartes à abattre (5 Card Stud)
- 1969 : Cent dollars pour un shérif (True Grit)
- 1971 : Le Cinquième Commando (Raid on Rommel)
- 1971 : Quand siffle la dernière balle (Shoot Out)
- 1974 : Hangup

### En tant queréalisateur seconde équipe
- 1925 : La Ruée sauvage (The Thundering Herd) (séquences des bisons)[7]
- 1926 : Mantrap, de Victor Fleming
- 1927 : Les Nuits de Chicago (Underworld), de Josef von Sternberg)
- 1930 : Cœurs brûlés (Morroco), de Josef von Sternberg
- 1952 : Duel dans la forêt (Red Skies of Montana), de Joseph M. Newman (scènes non créditées)
- 1957 : Les Naufragés de l'autocar (The Wayward Bus) (scènes non créditées)
- 1963 : Massacre pour un fauve (Rampage, de Phil Karlson) (scènes non créditées)
- 1964 : L'Ange pervers (Of Human Bondage, de Ken Hughes) (scènes non créditées)
- 1970 : Airport (Airport, de George Seaton) (extérieurs hivernaux, scènes non créditées)

### En tant qu'acteur
- 1917 : The Storm Woman (court-métrage).